# Erik Hultin
Erik Valter Hultin, född 31 oktober 1903 i Ängelholms församling i Kristianstads län, död 4 juni 1942 i Göteborgs Johannebergs församling, var en svensk medeldistanslöpare. Han tävlade för Örgryte IS. Hultin vann SM på 800 meter 1922. Från 1930 var han verksam som tandläkare vid Göteborgs skolor. Erik Hultin blev 39 år. Han är begravd på Kvibergs kyrkogård i Göteborg.